# Burg Herrenzimmern (Bösingen)
Burg Herrenzimmern, auch Unterer Burg genannt, war eine Burg der Freiherren, später Grafen von Zimmern. Die Ruine der Spornburg liegt im Ortsteil Herrenzimmern der Gemeinde Bösingen (bei Rottweil) im Landkreis Rottweil in Baden-Württemberg.

## Geographische Lage
Die Burg liegt in einem Seitental des Neckar, in das eine nördlich durch das Tal des Schlossbach und südlich durch einen seiner Nebenbäche begrenzt Bergzunge hervorspringt.  Hierdurch entsteht ein Platz von 170 Meter Länge und 30–40 Meter Breite.
In Sichtweite der Burg liegt ostsüdöstlich rund 500 Meter Luftlinie oberhalb Talhausens die ehemalige, hochmittelalterliche Lusburg.

## Geschichte

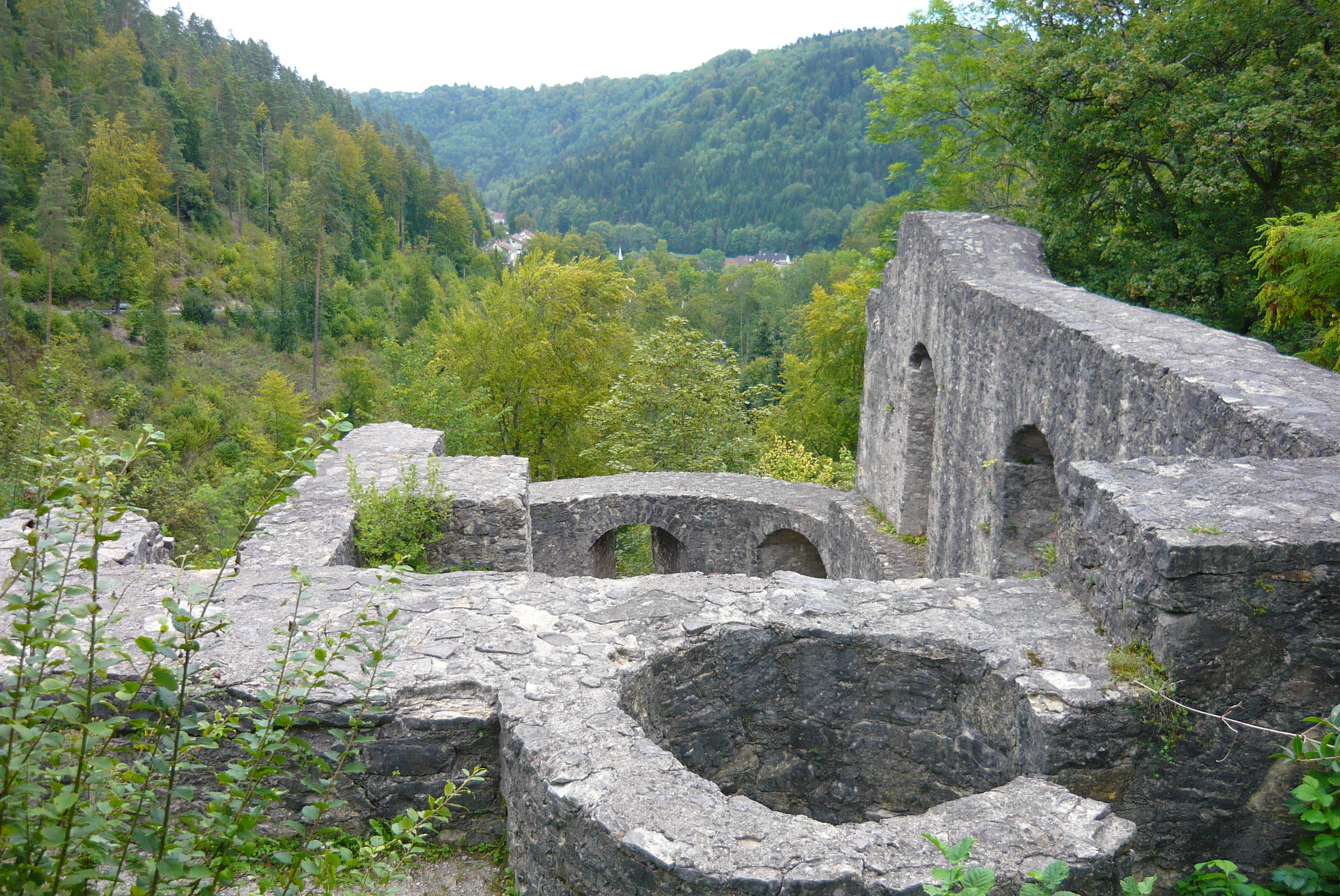
Ruine der Burgkapelle Herrenzimmern mit Blick ins Neckartal nach Talhausen.

Gemäß der Zimmerschen Chronik bestanden in Herrenzimmern schon in der zweiten Hälfte des 11. Jahrhunderts eine obere Burg und eine untere Burg.
Ob diese untere Burg mit der heutigen Burg Herrenzimmern identisch ist, oder aber, wie Froben Christoph von Zimmern vermutet, mit der Lussburg, ist nicht eindeutig feststellbar. Möglicherweise gehörte sie einem Adelsgeschlecht, von dem zum Beispiel die Brüder Egelof und Louf von Thalhausen (1086) bekannt sind. Das wäre dann weit genug von der Oberen Burg entfernt, so dass man nicht, wie Froben Christoph auf einen imaginären Vorfahr genannt Lusso zurückgreifen muss.
Die Burg war zum Zeitpunkt der Werdenbergfehde im Besitz von Gottfried Freiherr von Zimmern († 10. Mai 1508) und verblieb dadurch in Familienbesitz. Dieser übertrug sie im Jahre 1501 an seinen, auf dem Reichstag in Augsburg 1500 für legitim und adelig gesprochenen Bastardsohn Heinrich. Dieser nannte sich fortan von Zimmern.
Sie brannte 1504 ab, als, wie die Zimmersche Chronik an anderem Ort vermerkt, Heinrich beim Bade unsorgsam mit dem Feuer umging. Sie wurde von Heinrich von Zimmern wieder aufgebaut, der zunächst durch Nutzung der ihm von seinem Vater übertragenen Vogteien sein Vermögen ausbauen konnte.
1508 wird Heinrich von Zimmern, in einem in Rottweil zwischen den Neffen und Erben Gottfrieds von Zimmern geschlossenen Vertrag, der Sitz auf Herrenzimmern bestätigt. Bald kam er aber dermaßen in Schulden, dass er Herrenzimmern an Wilhelm Werner von Zimmern (1485–1575) abtreten musste.
Wilhelm Werner baute die Burg weiter aus. Hier befand sich die umfangreiche Bibliothek und Wunderkammer, die dieser zusammengetragen hatte. Sein Neffe Graf Froben Christoph von Zimmern (1519–1566), der in Meßkirch residierte, hatte hier in ausführlichen Gesprächen und auch Recherchen umfangreiches Quellenmaterial für seine Zimmerische Chronik finden können.

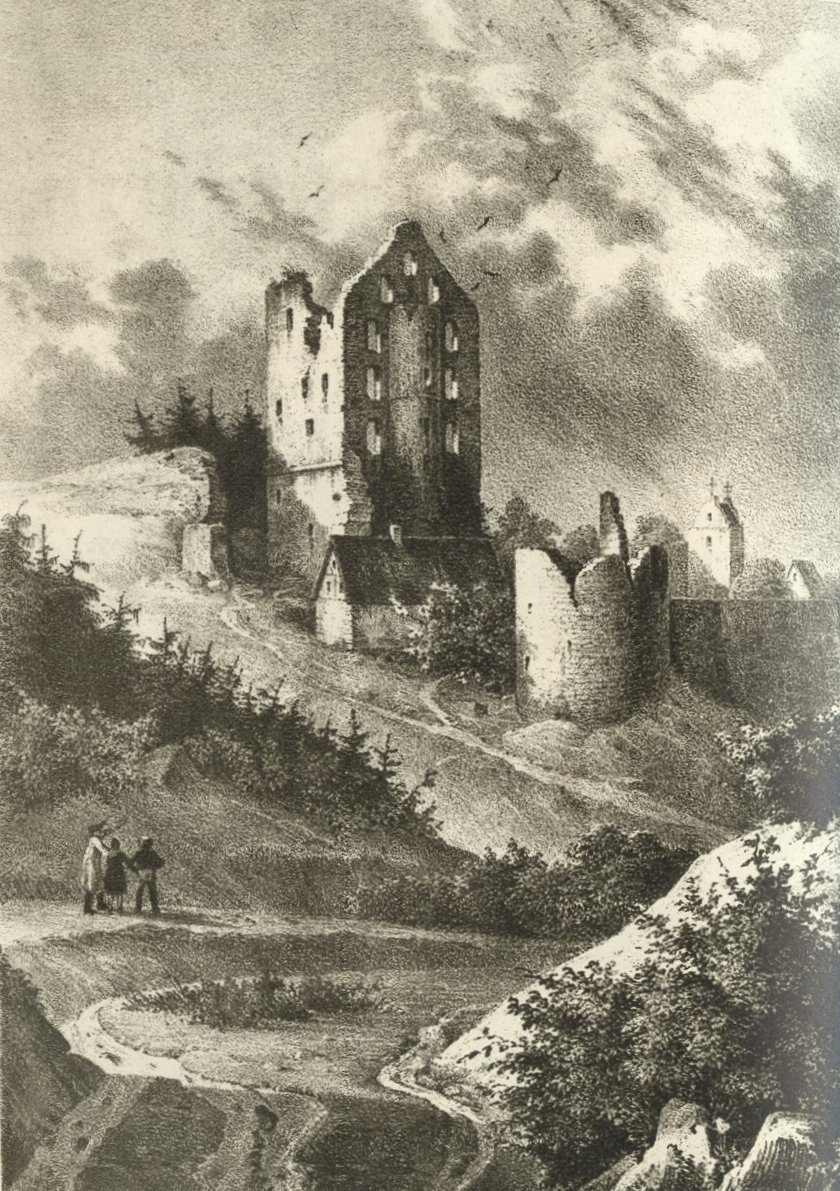
Die Burg Herrenzimmern bei Rottweil. Lithographie von 1839, nach einer Zeichnung von 1830

Das Geschlecht der Zimmern erlosch mit dem letzten männlichen Nachkommen Graf Wilhelm (1549–1594), dem Sohn Froben Christophs. Graf Wilhelm verkaufte die Wunderkammer an Ferdinand II. (Tirol), obwohl Wilhelm Werner testamentarisch verfügt hatte, dass diese unverkäuflich sein solle. Sie bildet heute einen der Grundstöcke der Ambraser Sammlung, obwohl sie dort nicht mehr als solche kenntlich gemacht wird.
Seine acht Schwestern verkauften die Burg am 10. Mai 1594 an die Stadt Rottweil.
Diese hatte sich aber bereits damals als Festungsgebäude überholt. Auf Grund ihrer Lage, sie befindet sich auf einem ins Tal reichenden Sporn, der aber von den beiden Talseiten überragt wird, hätte sie einem von oben nach unten erfolgenden Artilleriebeschuss nicht standhalten können. Nutzlos und ihrer Kunstschätze beraubt blieb sie in allen Kriegen verschont und fiel dem allgemeinen Verfall anheim.
Ab 1805 diente sie als Gastwirtschaft und wurde 1810 für 1.700 Gulden von der Gemeinde Herrenzimmern zurück erworben.

## Baubeschreibung

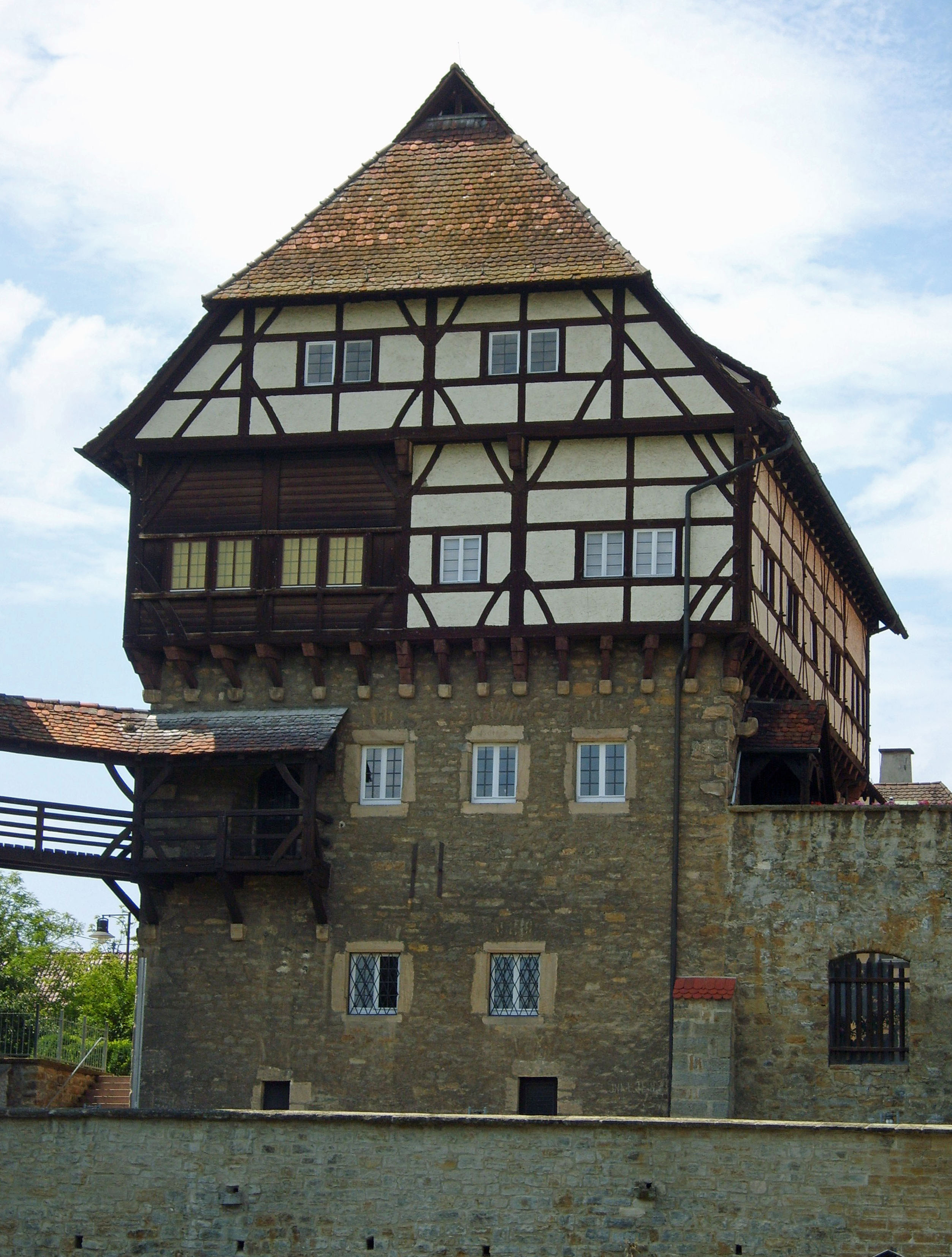
Zum Vergleich: Balinger Zollernschloss

Der Herrenzimmerner Geschichts- und Kulturverein e. V. bemüht sich gemeinsam mit dem Landesamt für Denkmalpflege Baden-Württemberg um die Erhaltung der Ruine.
Das Hauptgebäude der ursprünglichen Spornburg bestand aus einem Unterbau mit gemauerten Außenwänden und gezimmerten Geschossen und einem darauf aufgesetzten, auskragenden, Fachwerkhaus. Eine Bauform, wie man sie heute noch beim Topplerschlösschen, nahe Rothenburg ob der Tauber, oder beim Zollernschloss Balingen sehen kann.
Die Zimmerische Chronik beschreibt dies und zeigt auch die Gefahr auf, die einer solchen Konstruktion innewohnt:
Es het der groß steinin stock am schloß ain hilzin haus darauf, in die rigel gemaurt und etliche schuch an allen orten ußgeladen, wie dann die alten im geprauch. Es ist aber gleichwol in sollichem werlichen stock kain gewelb geweßt, sonder allain hilzin büninen und deren etliche ob ainandern, und hat man durch hülzin stegen von ainem soler zum ander uf und ab künden kommen. Oben aber im rigelwerk, ob dem stock, do hat es die recht wonung sampt der kuchin gehapt. Derselbig boden ist eintweders mit zigln für feur besetzt geweßt, oder aber, als nemlichen in der kuchin, mit ainem laimin estrich beschlagen. Als aber dem ledigen Zimberer, junker Hainrichen, sein erste fraw von Heckelbach, gestorben, hat er ain solliche liederliche haushaltung uf Zimber gehapt, das der estrich in der kuchen ainer halben hand breit schadhaft worden. Solchs hett mit ain wenig leimens wider vermacht mögen werden, aber es ist so lang angestanden, das im obernempten jar etliche kolen vom herd daselbs hinab sein gefallen, die haben das haus von unden uf angezündt. Hainrich ist domals nit anhaimbsch geweßt, sondern hat die haushaltung  mit ehalten und liederlichen, ungehorsamen sind versehen. Also ist es auch ergangen; das schloß ist allerdings von unden uf ußbronnen, das nichts ußkommen, dann allain die mentschen, so darauf geweßt, das überig ist alles darin verbronnen, vil alter brief, register, redel und anders, daran dem stammen und nammen Zimber vil gelegen, schöne alte armature von tartschen, werinen, turnierzeugen ist auch mit hingangen. (Zimmerische Chronik, Band 2, Seite 28 f.)